# 1781
Portal Geschichte | Portal Biografien | Aktuelle Ereignisse | Jahreskalender | Tagesartikel

◄ |
17. Jahrhundert |
18. Jahrhundert
| 19. Jahrhundert | ►

◄ |
1750er |
1760er |
1770er |
1780er
| 1790er | 1800er | 1810er | ►

◄◄ |
◄ |
1777 |
1778 |
1779 |
1780 |
1781
| 1782 | 1783 | 1784 | 1785 | ► | ►►
Staatsoberhäupter  · Nekrolog   · Musikjahr
| Januar | Januar | Januar | Januar | Januar | Januar | Januar | Januar |
| Kw     | Mo     | Di     | Mi     | Do     | Fr     | Sa     | So     |
| ------ | ------ | ------ | ------ | ------ | ------ | ------ | ------ |
| 1      | 1      | 2      | 3      | 4      | 5      | 6      | 7      |
| 2      | 8      | 9      | 10     | 11     | 12     | 13     | 14     |
| 3      | 15     | 16     | 17     | 18     | 19     | 20     | 21     |
| 4      | 22     | 23     | 24     | 25     | 26     | 27     | 28     |
| 5      | 29     | 30     | 31     |        |        |        |        |

| Februar | Februar | Februar | Februar | Februar | Februar | Februar | Februar |
| Kw      | Mo      | Di      | Mi      | Do      | Fr      | Sa      | So      |
| ------- | ------- | ------- | ------- | ------- | ------- | ------- | ------- |
| 5       |         |         |         | 1       | 2       | 3       | 4       |
| 6       | 5       | 6       | 7       | 8       | 9       | 10      | 11      |
| 7       | 12      | 13      | 14      | 15      | 16      | 17      | 18      |
| 8       | 19      | 20      | 21      | 22      | 23      | 24      | 25      |
| 9       | 26      | 27      | 28      |         |         |         |         |

| März | März | März | März | März | März | März | März |
| Kw   | Mo   | Di   | Mi   | Do   | Fr   | Sa   | So   |
| ---- | ---- | ---- | ---- | ---- | ---- | ---- | ---- |
| 9    |      |      |      | 1    | 2    | 3    | 4    |
| 10   | 5    | 6    | 7    | 8    | 9    | 10   | 11   |
| 11   | 12   | 13   | 14   | 15   | 16   | 17   | 18   |
| 12   | 19   | 20   | 21   | 22   | 23   | 24   | 25   |
| 13   | 26   | 27   | 28   | 29   | 30   | 31   |      |

| April | April | April | April | April | April | April | April |
| Kw    | Mo    | Di    | Mi    | Do    | Fr    | Sa    | So    |
| ----- | ----- | ----- | ----- | ----- | ----- | ----- | ----- |
| 13    |       |       |       |       |       |       | 1     |
| 14    | 2     | 3     | 4     | 5     | 6     | 7     | 8     |
| 15    | 9     | 10    | 11    | 12    | 13    | 14    | 15    |
| 16    | 16    | 17    | 18    | 19    | 20    | 21    | 22    |
| 17    | 23    | 24    | 25    | 26    | 27    | 28    | 29    |
| 18    | 30    |       |       |       |       |       |       |

| Mai | Mai | Mai | Mai | Mai | Mai | Mai | Mai |
| Kw  | Mo  | Di  | Mi  | Do  | Fr  | Sa  | So  |
| --- | --- | --- | --- | --- | --- | --- | --- |
| 18  |     | 1   | 2   | 3   | 4   | 5   | 6   |
| 19  | 7   | 8   | 9   | 10  | 11  | 12  | 13  |
| 20  | 14  | 15  | 16  | 17  | 18  | 19  | 20  |
| 21  | 21  | 22  | 23  | 24  | 25  | 26  | 27  |
| 22  | 28  | 29  | 30  | 31  |     |     |     |

| Juni | Juni | Juni | Juni | Juni | Juni | Juni | Juni |
| Kw   | Mo   | Di   | Mi   | Do   | Fr   | Sa   | So   |
| ---- | ---- | ---- | ---- | ---- | ---- | ---- | ---- |
| 22   |      |      |      |      | 1    | 2    | 3    |
| 23   | 4    | 5    | 6    | 7    | 8    | 9    | 10   |
| 24   | 11   | 12   | 13   | 14   | 15   | 16   | 17   |
| 25   | 18   | 19   | 20   | 21   | 22   | 23   | 24   |
| 26   | 25   | 26   | 27   | 28   | 29   | 30   |      |

| Juli | Juli | Juli | Juli | Juli | Juli | Juli | Juli |
| Kw   | Mo   | Di   | Mi   | Do   | Fr   | Sa   | So   |
| ---- | ---- | ---- | ---- | ---- | ---- | ---- | ---- |
| 26   |      |      |      |      |      |      | 1    |
| 27   | 2    | 3    | 4    | 5    | 6    | 7    | 8    |
| 28   | 9    | 10   | 11   | 12   | 13   | 14   | 15   |
| 29   | 16   | 17   | 18   | 19   | 20   | 21   | 22   |
| 30   | 23   | 24   | 25   | 26   | 27   | 28   | 29   |
| 31   | 30   | 31   |      |      |      |      |      |

| August | August | August | August | August | August | August | August |
| Kw     | Mo     | Di     | Mi     | Do     | Fr     | Sa     | So     |
| ------ | ------ | ------ | ------ | ------ | ------ | ------ | ------ |
| 31     |        |        | 1      | 2      | 3      | 4      | 5      |
| 32     | 6      | 7      | 8      | 9      | 10     | 11     | 12     |
| 33     | 13     | 14     | 15     | 16     | 17     | 18     | 19     |
| 34     | 20     | 21     | 22     | 23     | 24     | 25     | 26     |
| 35     | 27     | 28     | 29     | 30     | 31     |        |        |

| September | September | September | September | September | September | September | September |
| Kw        | Mo        | Di        | Mi        | Do        | Fr        | Sa        | So        |
| --------- | --------- | --------- | --------- | --------- | --------- | --------- | --------- |
| 35        |           |           |           |           |           | 1         | 2         |
| 36        | 3         | 4         | 5         | 6         | 7         | 8         | 9         |
| 37        | 10        | 11        | 12        | 13        | 14        | 15        | 16        |
| 38        | 17        | 18        | 19        | 20        | 21        | 22        | 23        |
| 39        | 24        | 25        | 26        | 27        | 28        | 29        | 30        |

| Oktober | Oktober | Oktober | Oktober | Oktober | Oktober | Oktober | Oktober |
| Kw      | Mo      | Di      | Mi      | Do      | Fr      | Sa      | So      |
| ------- | ------- | ------- | ------- | ------- | ------- | ------- | ------- |
| 40      | 1       | 2       | 3       | 4       | 5       | 6       | 7       |
| 41      | 8       | 9       | 10      | 11      | 12      | 13      | 14      |
| 42      | 15      | 16      | 17      | 18      | 19      | 20      | 21      |
| 43      | 22      | 23      | 24      | 25      | 26      | 27      | 28      |
| 44      | 29      | 30      | 31      |         |         |         |         |

| November | November | November | November | November | November | November | November |
| Kw       | Mo       | Di       | Mi       | Do       | Fr       | Sa       | So       |
| -------- | -------- | -------- | -------- | -------- | -------- | -------- | -------- |
| 44       |          |          |          | 1        | 2        | 3        | 4        |
| 45       | 5        | 6        | 7        | 8        | 9        | 10       | 11       |
| 46       | 12       | 13       | 14       | 15       | 16       | 17       | 18       |
| 47       | 19       | 20       | 21       | 22       | 23       | 24       | 25       |
| 48       | 26       | 27       | 28       | 29       | 30       |          |          |

| Dezember | Dezember | Dezember | Dezember | Dezember | Dezember | Dezember | Dezember |
| Kw       | Mo       | Di       | Mi       | Do       | Fr       | Sa       | So       |
| -------- | -------- | -------- | -------- | -------- | -------- | -------- | -------- |
| 48       |          |          |          |          |          | 1        | 2        |
| 49       | 3        | 4        | 5        | 6        | 7        | 8        | 9        |
| 50       | 10       | 11       | 12       | 13       | 14       | 15       | 16       |
| 51       | 17       | 18       | 19       | 20       | 21       | 22       | 23       |
| 52       | 24       | 25       | 26       | 27       | 28       | 29       | 30       |
| 1        | 31       |          |          |          |          |          |          |

| Januar | Januar | Januar | Januar | Januar | Januar | Januar | Januar |
| Kw     | Mo     | Di     | Mi     | Do     | Fr     | Sa     | So     |
| ------ | ------ | ------ | ------ | ------ | ------ | ------ | ------ |
| 1      | 1      | 2      | 3      | 4      | 5      | 6      | 7      |
| 2      | 8      | 9      | 10     | 11     | 12     | 13     | 14     |
| 3      | 15     | 16     | 17     | 18     | 19     | 20     | 21     |
| 4      | 22     | 23     | 24     | 25     | 26     | 27     | 28     |
| 5      | 29     | 30     | 31     |        |        |        |        |

| Februar | Februar | Februar | Februar | Februar | Februar | Februar | Februar |
| Kw      | Mo      | Di      | Mi      | Do      | Fr      | Sa      | So      |
| ------- | ------- | ------- | ------- | ------- | ------- | ------- | ------- |
| 5       |         |         |         | 1       | 2       | 3       | 4       |
| 6       | 5       | 6       | 7       | 8       | 9       | 10      | 11      |
| 7       | 12      | 13      | 14      | 15      | 16      | 17      | 18      |
| 8       | 19      | 20      | 21      | 22      | 23      | 24      | 25      |
| 9       | 26      | 27      | 28      |         |         |         |         |

| März | März | März | März | März | März | März | März |
| Kw   | Mo   | Di   | Mi   | Do   | Fr   | Sa   | So   |
| ---- | ---- | ---- | ---- | ---- | ---- | ---- | ---- |
| 9    |      |      |      | 1    | 2    | 3    | 4    |
| 10   | 5    | 6    | 7    | 8    | 9    | 10   | 11   |
| 11   | 12   | 13   | 14   | 15   | 16   | 17   | 18   |
| 12   | 19   | 20   | 21   | 22   | 23   | 24   | 25   |
| 13   | 26   | 27   | 28   | 29   | 30   | 31   |      |

| April | April | April | April | April | April | April | April |
| Kw    | Mo    | Di    | Mi    | Do    | Fr    | Sa    | So    |
| ----- | ----- | ----- | ----- | ----- | ----- | ----- | ----- |
| 13    |       |       |       |       |       |       | 1     |
| 14    | 2     | 3     | 4     | 5     | 6     | 7     | 8     |
| 15    | 9     | 10    | 11    | 12    | 13    | 14    | 15    |
| 16    | 16    | 17    | 18    | 19    | 20    | 21    | 22    |
| 17    | 23    | 24    | 25    | 26    | 27    | 28    | 29    |
| 18    | 30    |       |       |       |       |       |       |

| Mai | Mai | Mai | Mai | Mai | Mai | Mai | Mai |
| Kw  | Mo  | Di  | Mi  | Do  | Fr  | Sa  | So  |
| --- | --- | --- | --- | --- | --- | --- | --- |
| 18  |     | 1   | 2   | 3   | 4   | 5   | 6   |
| 19  | 7   | 8   | 9   | 10  | 11  | 12  | 13  |
| 20  | 14  | 15  | 16  | 17  | 18  | 19  | 20  |
| 21  | 21  | 22  | 23  | 24  | 25  | 26  | 27  |
| 22  | 28  | 29  | 30  | 31  |     |     |     |

| Juni | Juni | Juni | Juni | Juni | Juni | Juni | Juni |
| Kw   | Mo   | Di   | Mi   | Do   | Fr   | Sa   | So   |
| ---- | ---- | ---- | ---- | ---- | ---- | ---- | ---- |
| 22   |      |      |      |      | 1    | 2    | 3    |
| 23   | 4    | 5    | 6    | 7    | 8    | 9    | 10   |
| 24   | 11   | 12   | 13   | 14   | 15   | 16   | 17   |
| 25   | 18   | 19   | 20   | 21   | 22   | 23   | 24   |
| 26   | 25   | 26   | 27   | 28   | 29   | 30   |      |

| Juli | Juli | Juli | Juli | Juli | Juli | Juli | Juli |
| Kw   | Mo   | Di   | Mi   | Do   | Fr   | Sa   | So   |
| ---- | ---- | ---- | ---- | ---- | ---- | ---- | ---- |
| 26   |      |      |      |      |      |      | 1    |
| 27   | 2    | 3    | 4    | 5    | 6    | 7    | 8    |
| 28   | 9    | 10   | 11   | 12   | 13   | 14   | 15   |
| 29   | 16   | 17   | 18   | 19   | 20   | 21   | 22   |
| 30   | 23   | 24   | 25   | 26   | 27   | 28   | 29   |
| 31   | 30   | 31   |      |      |      |      |      |

| August | August | August | August | August | August | August | August |
| Kw     | Mo     | Di     | Mi     | Do     | Fr     | Sa     | So     |
| ------ | ------ | ------ | ------ | ------ | ------ | ------ | ------ |
| 31     |        |        | 1      | 2      | 3      | 4      | 5      |
| 32     | 6      | 7      | 8      | 9      | 10     | 11     | 12     |
| 33     | 13     | 14     | 15     | 16     | 17     | 18     | 19     |
| 34     | 20     | 21     | 22     | 23     | 24     | 25     | 26     |
| 35     | 27     | 28     | 29     | 30     | 31     |        |        |

| September | September | September | September | September | September | September | September |
| Kw        | Mo        | Di        | Mi        | Do        | Fr        | Sa        | So        |
| --------- | --------- | --------- | --------- | --------- | --------- | --------- | --------- |
| 35        |           |           |           |           |           | 1         | 2         |
| 36        | 3         | 4         | 5         | 6         | 7         | 8         | 9         |
| 37        | 10        | 11        | 12        | 13        | 14        | 15        | 16        |
| 38        | 17        | 18        | 19        | 20        | 21        | 22        | 23        |
| 39        | 24        | 25        | 26        | 27        | 28        | 29        | 30        |

| Oktober | Oktober | Oktober | Oktober | Oktober | Oktober | Oktober | Oktober |
| Kw      | Mo      | Di      | Mi      | Do      | Fr      | Sa      | So      |
| ------- | ------- | ------- | ------- | ------- | ------- | ------- | ------- |
| 40      | 1       | 2       | 3       | 4       | 5       | 6       | 7       |
| 41      | 8       | 9       | 10      | 11      | 12      | 13      | 14      |
| 42      | 15      | 16      | 17      | 18      | 19      | 20      | 21      |
| 43      | 22      | 23      | 24      | 25      | 26      | 27      | 28      |
| 44      | 29      | 30      | 31      |         |         |         |         |

| November | November | November | November | November | November | November | November |
| Kw       | Mo       | Di       | Mi       | Do       | Fr       | Sa       | So       |
| -------- | -------- | -------- | -------- | -------- | -------- | -------- | -------- |
| 44       |          |          |          | 1        | 2        | 3        | 4        |
| 45       | 5        | 6        | 7        | 8        | 9        | 10       | 11       |
| 46       | 12       | 13       | 14       | 15       | 16       | 17       | 18       |
| 47       | 19       | 20       | 21       | 22       | 23       | 24       | 25       |
| 48       | 26       | 27       | 28       | 29       | 30       |          |          |

| Dezember | Dezember | Dezember | Dezember | Dezember | Dezember | Dezember | Dezember |
| Kw       | Mo       | Di       | Mi       | Do       | Fr       | Sa       | So       |
| -------- | -------- | -------- | -------- | -------- | -------- | -------- | -------- |
| 48       |          |          |          |          |          | 1        | 2        |
| 49       | 3        | 4        | 5        | 6        | 7        | 8        | 9        |
| 50       | 10       | 11       | 12       | 13       | 14       | 15       | 16       |
| 51       | 17       | 18       | 19       | 20       | 21       | 22       | 23       |
| 52       | 24       | 25       | 26       | 27       | 28       | 29       | 30       |
| 1        | 31       |          |          |          |          |          |          |

## Ereignisse

### Politik und Weltgeschehen

#### Europa
- 6. Januar: In Saint Helier findet die Schlacht um Jersey statt, der seither letzte Versuch der Franzosen, die britische Kanalinsel Jersey zu erobern.
- 26. April: Das von Carl Gottlieb Svarez und Großkanzler Johann Heinrich Casimir Graf von Carmer im Auftrag von König Friedrich dem Großen ausgearbeitete Corpus Juris Fridericianum, die preußische Zivilprozessordnung, wird verkündet.
- 8. Mai: Spanische Truppen unter dem Befehl von Bernardo de Gálvez y Madrid erobern während des Amerikanischen Unabhängigkeitskrieges in der Schlacht um Pensacola die gleichnamige Stadt in Florida von den Briten.
- 19. Mai: Der französische König Ludwig XVI. entlässt überraschend seinen Finanzminister Jacques Necker, nachdem dieser mit seinem Rechenschaftsbericht Compte rendu vom 19. Februar die Verschwendung am Hofe öffentlich gerügt hat.

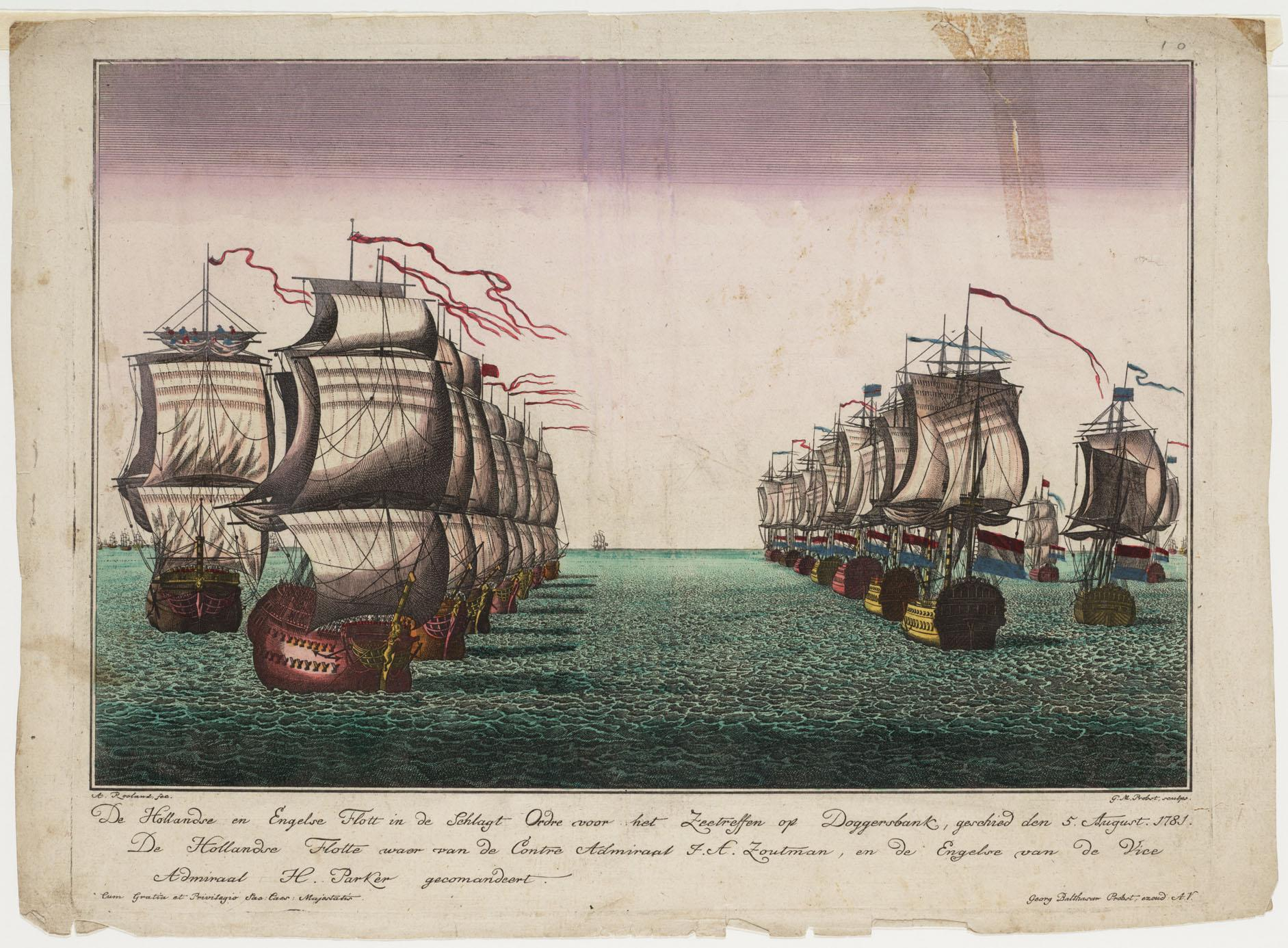
Schlacht auf der Doggerbank

- 5. August: Englisch-Niederländischer Krieg: In der Schlacht auf der Doggerbank bekriegen sich ein britisches und ein holländisches Geschwader. Es ist die letzte Seeschlacht der Republik der Sieben Vereinigten Provinzen.
- 17. September: Das Ansiedlungspatent des österreichischen Herrschers Joseph II., dem Kaiser des HRR, für die neuen Gebiete der späteren Österreich-Ungarischen Monarchie im Osten Mitteleuropas tritt in Kraft. Die sogenannte „Josefinische Kolonisation“ folgt in den nächsten Jahren z. B. in Galizien.
- 1. November: Mit dem sogenannten Leibeigenschaftsaufhebungspatent erfolgt die Aufhebung der Leibeigenschaft durch Joseph II. in den Ländern Böhmen und Mähren. Sie wird durch eine „gemäßigte Erbuntertänigkeit“ ersetzt.

#### Amerikanischer Unabhängigkeitskrieg
- 1. Januar: In der Schlacht von Cowpens erringen amerikanische Truppen aus kontinentalen Soldaten und freiwilligen Milizen, bestehend aus Anhängern der politischen Gruppierung der sogenannten Patrioten unter Brigadegeneral Daniel Morgan einen eindeutigen Sieg gegen die britische Kolonialmacht und die ebenfalls einheimischen Loyalisten unter der Führung von Banastre Tarleton. Nach diesem Sieg der Amerikaner gibt der britische Kommandeur Cornwallis seine Bemühungen auf, South Carolina zu befrieden.
- 15. März: Im Amerikanischen Unabhängigkeitskrieg besiegen unter großen Verlusten die von Charles Cornwallis kommandierten Briten die doppelt so große amerikanische Armee unter dem Befehl von Nathanael Greene in der Schlacht bei Guilford Court House.
- 5. September: Die Seeschlacht vor der Chesapeake Bay bringt der französischen Flotte einen Sieg über das englische Geschwader. Den Landtruppen unter General Charles Cornwallis bleibt dadurch erhoffte Unterstützung versagt.
- 13. Oktober: In der Schlacht bei Yorktown beginnt der entscheidende Angriff der verbündeten Amerikaner und Franzosen auf die von den Briten gehaltene Stadt. Am  18. Oktober beschließen die Briten unter Charles Cornwallis zu kapitulieren und begeben sich anderntags in Gefangenschaft.
- 19. Oktober: Mit der Kapitulation der eingeschlossenen britischen Einheiten bei Yorktown, Virginia, die von der Versorgung abgeschnitten sind, geht der Amerikanische Unabhängigkeitskrieg zu Ende.

#### Amerikanischer Westen
- 4. September: 44 Siedler gründen den Ort Los Angeles, heute die zweitgrößte Stadt in den USA.

#### Karibik
- 3. Februar: Admiral George Rodney erobert mit einer britischen Streitmacht im Englisch-Niederländischen Krieg kampflos die Karibik-Insel Sint Eustatius aus niederländischem Besitz.

#### Südamerika
- Niederschlagung des seit November andauernden Túpac-Amaru-Aufstands in Peru und Gefangennahme des Anführers José Gabriel Condorcanqui.

### Wissenschaft und Technik

#### Architektur
- 1. Januar: Der Verkehr über die erste gusseiserne Brücke der Welt, The Iron Bridge über den englischen Fluss Severn, wird freigegeben.

#### Astronomie
- 16. Februar: Pierre Méchain bemerkt im Sternbild Großer Bär die als Messier 108 katalogisierte Galaxie.
- 4. März: Pierre Méchain sieht als Erster bei Himmelsbeobachtungen im Sternbild Haar der Berenike die später als Messier 85 bezeichnete Galaxie.
- 12. März: Pierre Méchain beobachtet als erster Astronom die später Messier 109 genannte Galaxie im Sternbild Großer Bär.

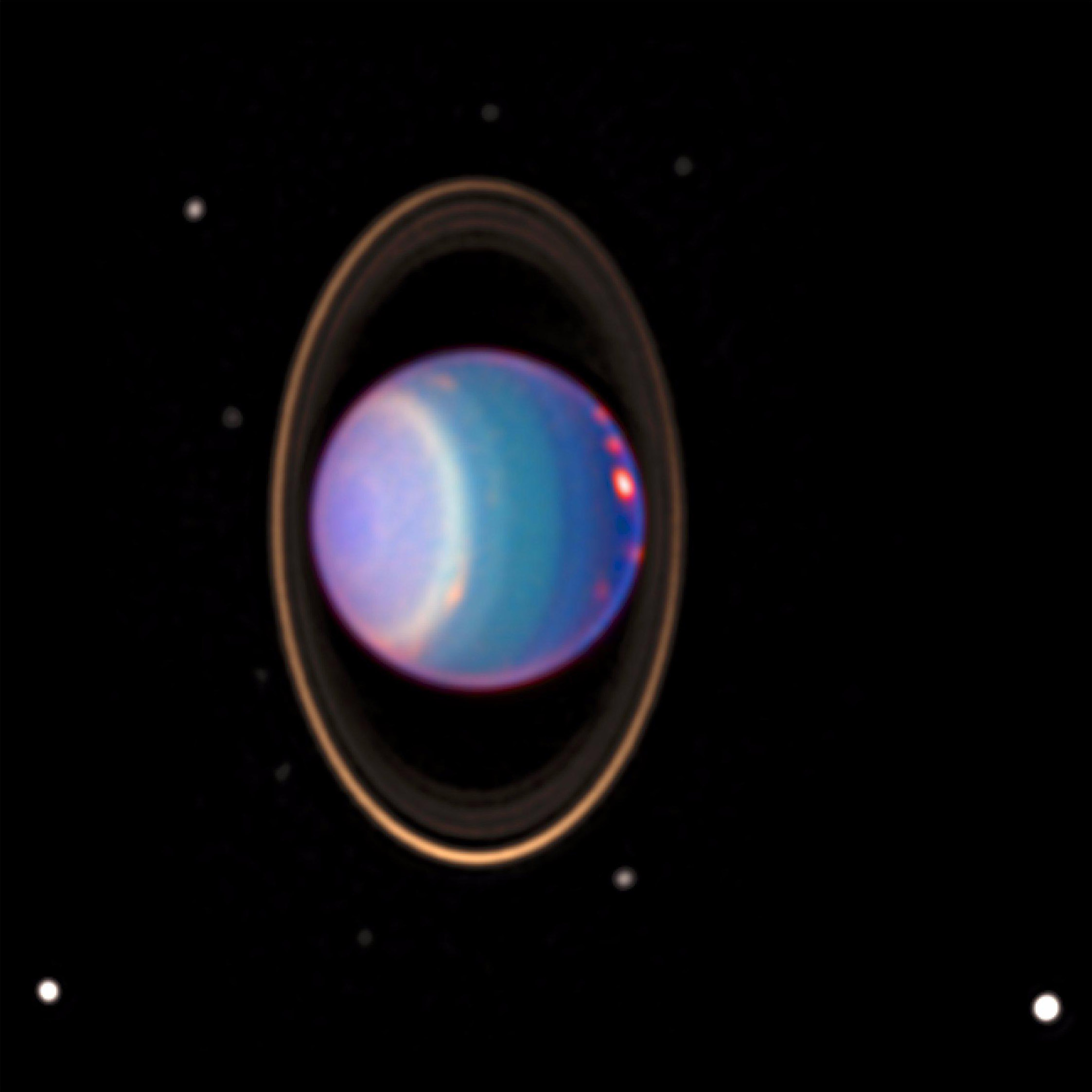
Uranus mit Wolken, Ringen und Monden im nahen Infrarot, Aufnahme des Hubble-Weltraumteleskops von 1998 in Falschfarben-Darstellung

- 13. März: Wilhelm Herschel entdeckt den Planeten Uranus.
- 15. März: Pierre Méchain entdeckt die drei Spiralgalaxien Messier 98, Messier 99 und Messier 100.
- 18. März: Der französische Astronom Charles Messier entdeckt hauptsächlich im Sternbild Jungfrau mehrere Galaxien, die er in seinen Katalog als Objekte Messier 84 und Messier 86 bis Messier 90 aufnimmt.
- 20. März: Pierre Méchain beobachtet als Erster die Galaxien Messier 95 und Messier 96 im Sternbild Löwe.
- 22. März: Pierre Méchain entdeckt die unter dem Namen Messier 94 bekannte Spiralgalaxie. Spätere Beobachtungen billigen ihr ferner den Status einer Starburstgalaxie zu.
- 24. März: Die Galaxie Messier 105 im Sternbild Löwe fällt dem Astronomen Pierre Méchain als Erstem auf. In ihr befindet sich nach inzwischen gewonnenen Erkenntnissen ein Schwarzes Loch von etwa 50 Millionen Sonnenmassen.
- 9. April: Pierre Méchain sichtet im Sternbild Jungfrau das als Sombrerogalaxie bezeichnete Himmelsobjekt.

#### Philosophie

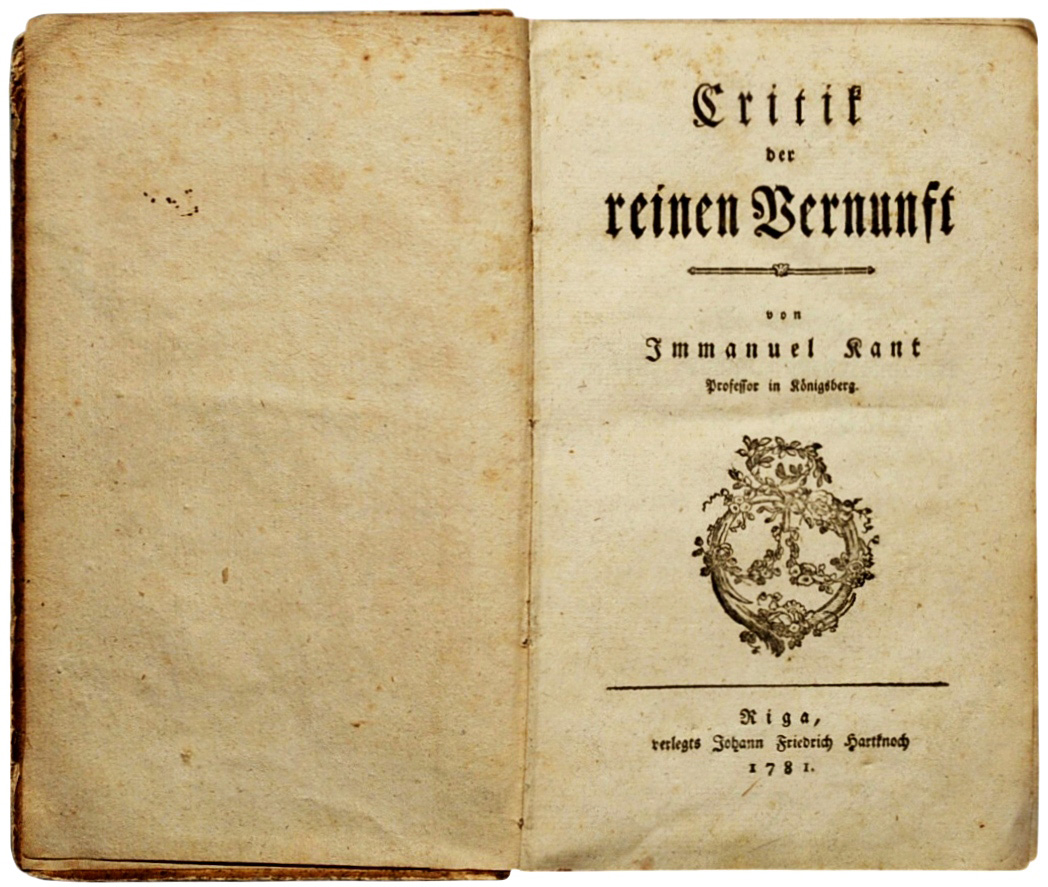
Titelblatt des Erstdruckes

- Veröffentlichung von Immanuel Kants Kritik der reinen Vernunft

### Kultur
- 29. Januar: Am Münchner Residenztheater wird Wolfgang Amadeus Mozarts Oper Idomeneo mit Erfolg uraufgeführt. Der berühmte Tenor Anton Raaff singt hier seine letzte Titelpartie. Mozart bezeichnet die Oper zeitlebens als seine beste.
- 25. Februar: Die Oper La fedeltà premiata (Die belohnte Treue) von Joseph Haydn wird in Esterház uraufgeführt.
- 21. April: Am Kleinen Kurfürstlichen Theater in Dresden findet die Uraufführung der Oper Elisa von Johann Gottlieb Naumann statt.
- 30. April: Die deutschsprachige Oper Der Rauchfangkehrer oder Die unentbehrlichen Verräter ihrer Herrschaften aus Eigennutz von Antonio Salieri hat ihre Uraufführung am Burgtheater in Wien mit Catarina Cavalieri und Ludwig Fischer in den Hauptrollen. Das Libretto von Leopold Auenbrugger wird stark kritisiert, aber Salieris Musik wird mit Begeisterung aufgenommen.
- Karl von Marinelli eröffnet das erste Wiener Vorstadttheater, das von Jean-Baptiste Brequin, dem kaiserlichen Wasserbaudirektor, und dem Baumeister Peter Mollner entworfene Leopoldstädter Theater in der Leopoldstadt. Der Spielplan besteht vor allem aus Lokal- und Zauberpossen, Parodien und Singspielen des Alt-Wiener Volkstheaters.

## Geboren

### Erstes Quartal
- 03. Januar: Johann Georg Fellinger, österreichischer Offizier und Schriftsteller († 1816)
- 17. Januar: Robert Hare, US-amerikanischer Chemiker († 1858)
- 20. Januar: Ernst Casimir I. zu Ysenburg und Büdingen, 1. Fürst zu Ysenburg und Büdingen († 1852)
- 22. Januar: François-Antoine Habeneck, französischer Violinist und Komponist († 1849)
- 25. Januar: Röttger von Veltheim, deutscher Gutsherr und Privatgelehrter († 1848)
- 25. Januar: Marquard Georg Seufferheld, deutscher Kaufmann, Stifter und Politiker († 1848)

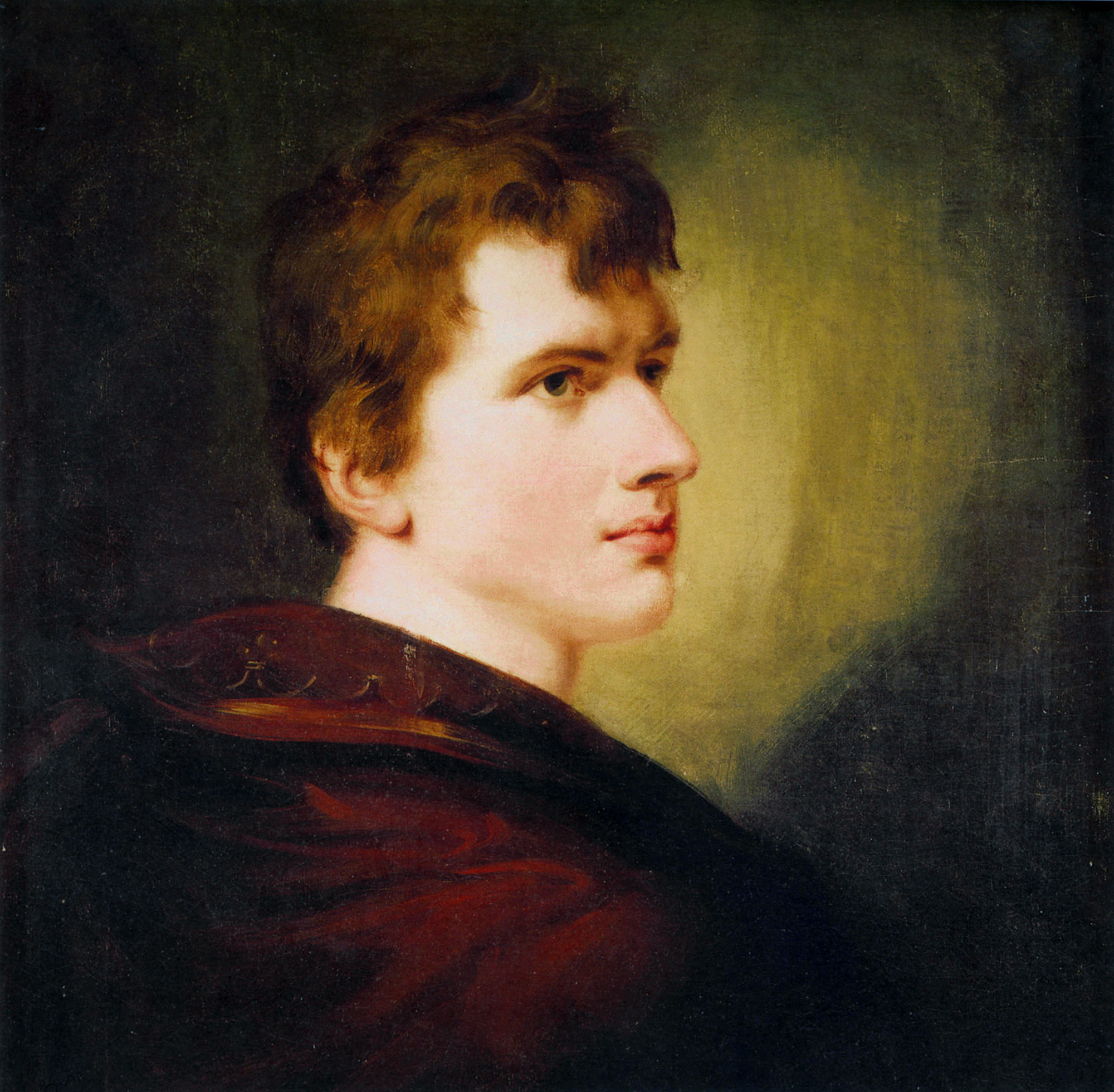
Achim von Arnim

- 26. Januar: Achim von Arnim, deutscher Dichter († 1831)
- 30. Januar: Adelbert von Chamisso, deutscher Dichter und Botaniker († 1838)
- 30. Januar: Christian von Steven, russischer Botaniker († 1863)
- 01. Februar: Martin Wilhelm Oppenheim, deutscher Bankier († 1863)
- 06. Februar: John Keane, 1. Baron Keane, britischer Generalleutnant († 1844)
- 08. Februar: Wilhelmine von Sagan, Herzogin von Sagan († 1839)
- 09. Februar: Johann Baptist von Spix, deutscher Naturwissenschaftler († 1826)
- 10. Februar: Franz Seraph Bedall, bayerischer General († 1851)
- 14. Februar: Valentín Gómez Farías, mexikanischer Politiker und mehrmaliger interimistischer Präsident Mexikos († 1858)
- 17. Februar: René Laënnec, französischer Arzt, Erfinder des Stethoskops († 1826)
- 26. Februar: Abraham Williams, US-amerikanischer Politiker († 1839)
- 01. März: Friedrich Rühs, deutscher Historiker († 1820)
- 06. März: Ignaz Franz Castelli, österreichischer Dichter und Dramatiker († 1862)
- 07. März: Karl Wilhelm Kolbe, deutscher Maler († 1853)
- 12. März: Friederike Dorothea von Baden, schwedische Königin († 1826)
- 13. März: Joseph Johann von Littrow, österreichischer Astronom († 1840)

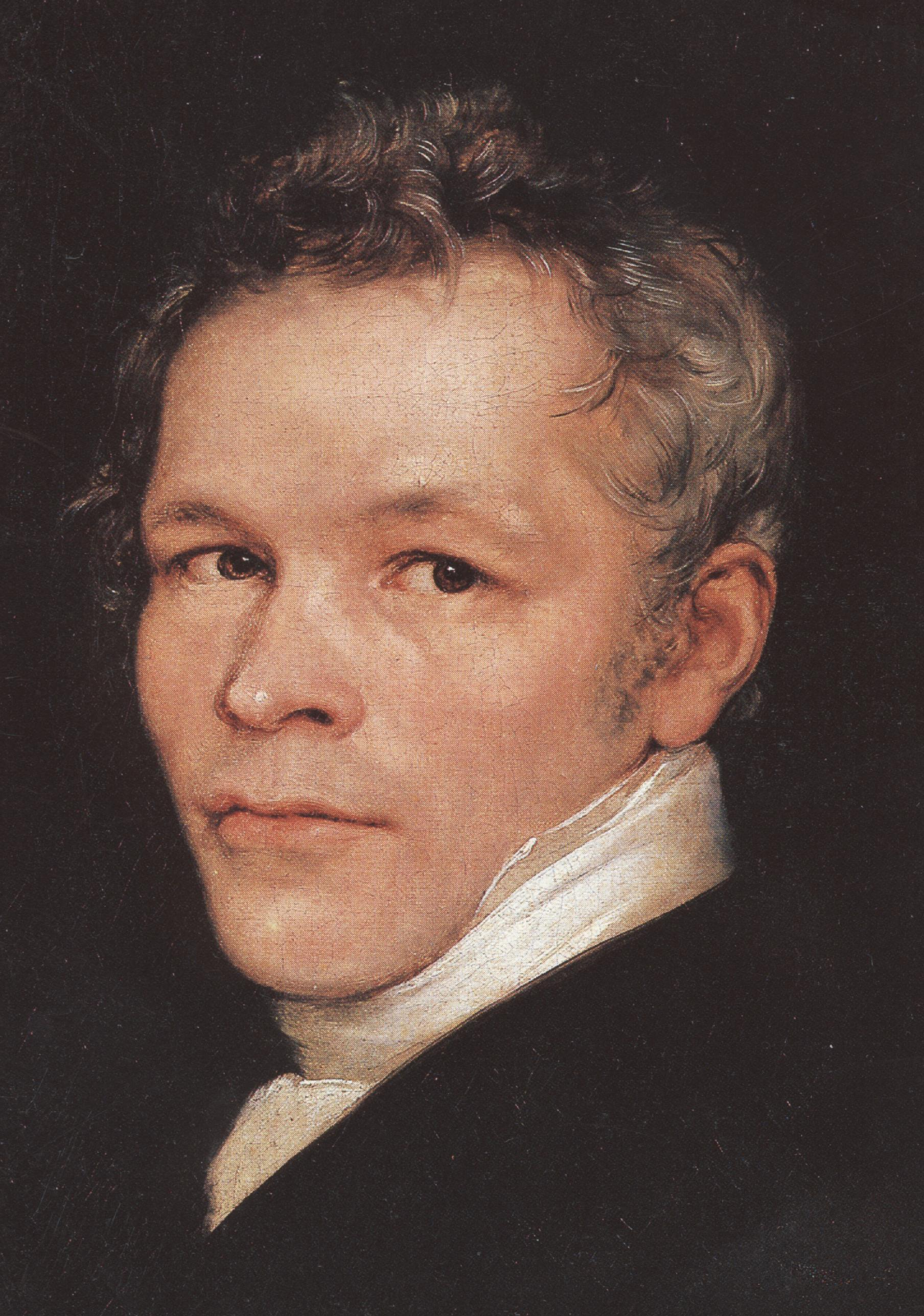
Karl Friedrich Schinkel 1826, Gemälde von Carl Begas

- 13. März: Karl Friedrich Schinkel, preußischer Architekt und Maler († 1841)
- 18. März: Gustave Vogt, französischer Oboist, Musikpädagoge und Komponist († 1870)
- 20. März: Johann Georg Keil, deutscher Dichter († 1857)
- 22. März: Antoine Adolphe Marcelin Marbot, französischer General († 1844)
- 23. März: Albert von Schultze, deutscher Forstbeamter († 1851)
- 27. März: Johann Claudius von Lassaulx, Architekt († 1848)

### Zweites Quartal
- 01. April: Robert Lucas, US-amerikanischer Politiker († 1853)
- 01. April: Thomas Stockton, US-amerikanischer Politiker († 1846)
- 03. April: Franz Anton von Neveu, deutscher Oberforstmeister und Gutsbesitzer († 1837)
- 03. April: Benjamin Swift, US-amerikanischer Politiker († 1847)
- 07. April: Francis Leggatt Chantrey, britischer Bildhauer, Maler und Zeichner († 1841)
- 22. April: José de Madrazo y Agudo, spanischer Maler († 1859)
- 22. April: Hermann Uber, deutscher Komponist und Kreuzkantor († 1822)
- 25. April: Ferdinand Karl von Österreich-Este, österreichischer Feldmarschall und Generalgouverneur († 1850)
- 06. Mai: Karl Christian Friedrich Krause, deutscher Philosoph († 1832)
- 08. Mai: Pedro de Sousa Holstein, portugiesischer Politiker und Militär († 1850)
- 09. Mai: Friedrich Adolph August Struve, sächsischer Arzt und Apotheker († 1840)
- 14. Mai: Friedrich von Raumer, deutscher Politiker und Historiker († 1873)
- 18. Mai: David Hazzard, US-amerikanischer Politiker († 1864)
- 22. Mai: Newton Cannon, US-amerikanischer Politiker († 1841)
- 24. Mai: Louis François Dauprat, französischer Hornist, Komponist und Professor für Horn († 1868)
- 24. Mai: Christian Wilhelm August Königsdörffer, deutscher Beamter († 1851)
- 29. Mai: John Walker, englischer Erfinder des Streichholzes († 1859)
- 08. Juni: Cornelius de Greiff, deutscher Seidenfabrikant († 1863)

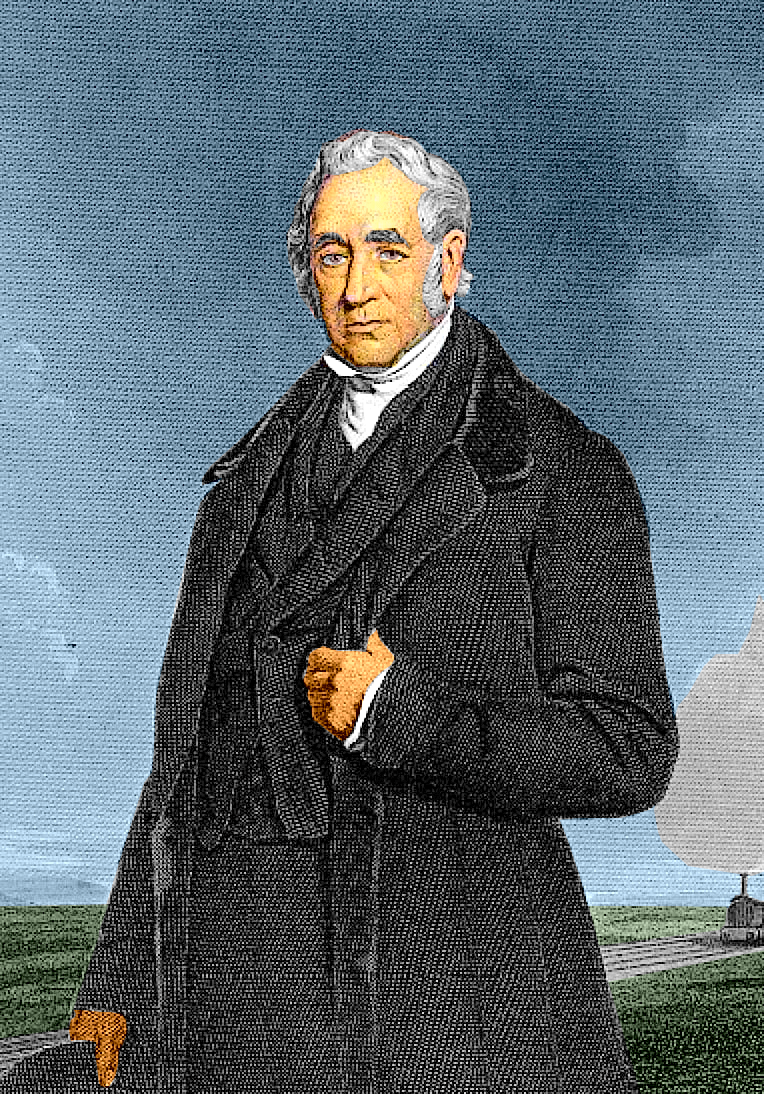
George Stephenson

- 09. Juni: George Stephenson, britischer Ingenieur († 1848)
- 17. Juni: Frederick Adam, britischer General und Gouverneur von Madras († 1853)
- 17. Juni: Francisco Espoz y Mina, spanischer Guerillaführer und General († 1836)
- 18. Juni: Benjamin W. Leigh, US-amerikanischer Politiker († 1849)
- 21. Juni: Matthew Harvey, US-amerikanischer Politiker († 1866)

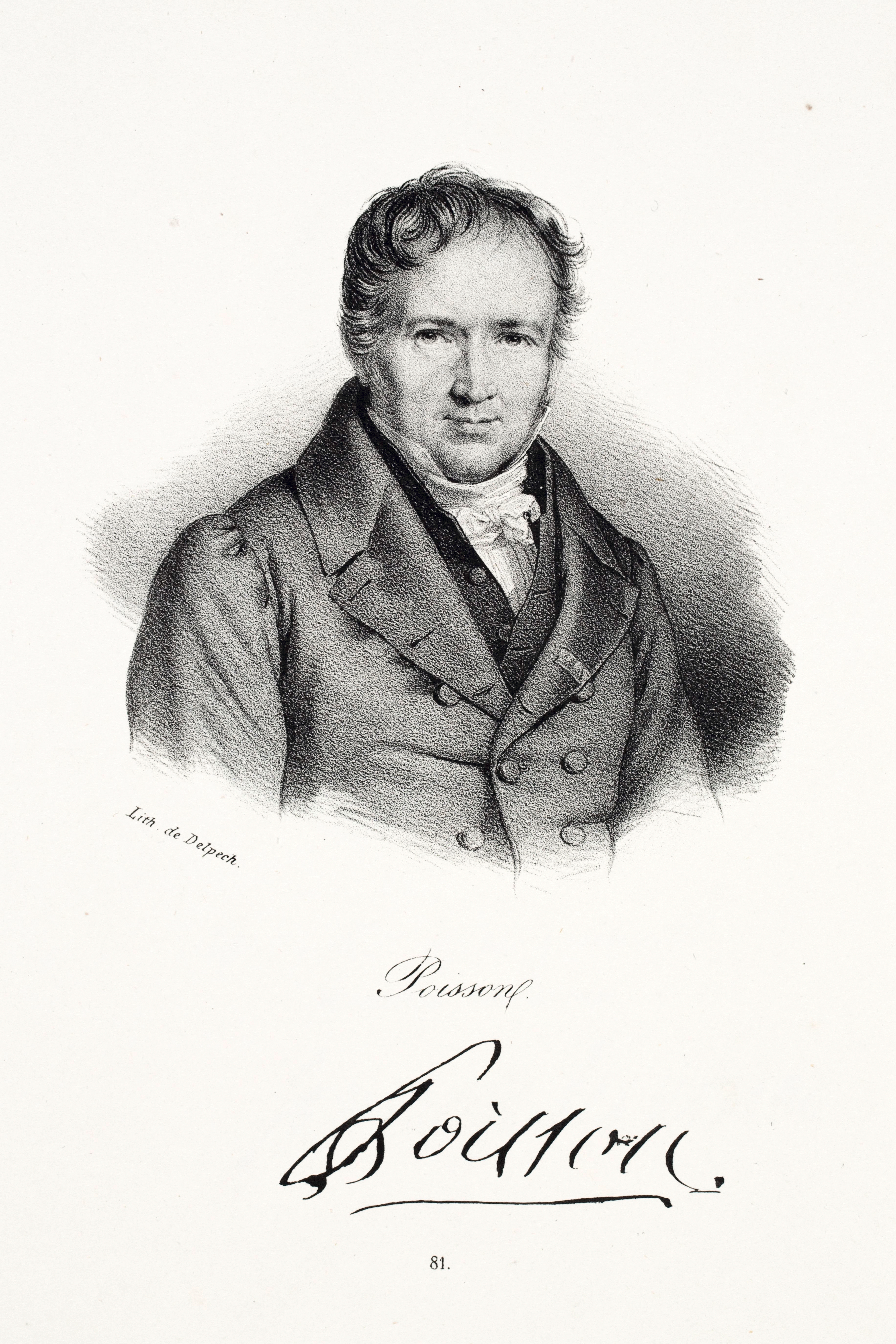
Siméon Denis Poisson

- 21. Juni: Siméon Denis Poisson, französischer Physiker und Mathematiker († 1840)
- 25. Juni: Friedrich Schmalz, deutscher Agrarwissenschaftler († 1847)

### Drittes Quartal
- 04. Juli: Karl Maximilian Andree, deutscher Mediziner und Gynäkologe († 1827)
- 04. Juli: Alexander von Benckendorff, russischer General († 1844)
- 05. Juli: Thomas Stamford Raffles, englischer Gründer von Singapur († 1826)
- 06. Juli: John Drake Sloat, US-amerikanischer Politiker († 1867)
- 11. Juli: Bartolomeo Borghesi, italienischer Inschriftenforscher († 1860)
- 25. Juli: Laurent-Théodore Biett, schweizerisch-französischer Mediziner († 1840)
- 27. Juli: Mauro Giuliani, italienischer Gitarrist und Komponist († 1829)
- 12. August: Robert Mills, US-amerikanischer Architekt und Kartograf († 1855)
- 18. August: José Mariano Jiménez, mexikanischer Aufständischer und Revolutionär († 1811)
- 22. August: Juliana Blasius, deutsche Räuberbraut des Johannes Bückler († 1851)
- 23. August: Jacob Karsten, deutscher Verwaltungsjurist († 1866)
- 23. August: Friedrich Tiedemann, deutscher Anatom und Physiologe († 1861)
- 26. August: Johann Christian Josef Abs, deutscher Pädagoge († 1823)
- 03. September: Eugène de Beauharnais, französischer General, Herzog und Stiefsohn Napoleons († 1824)
- 05. September: Anton Diabelli, österreichischer Komponist († 1858)
- 06. September: Joseph Maull, US-amerikanischer Politiker († 1846)
- 06. September: Vincent Novello, englischer Musiker († 1861)
- 07. September: Georg Franz August, Sohn von Leopold Albert de Longueval († 1851)
- 08. September: Ferdinand Maria Chotek von Chotkow, Erzbischof von Olmütz († 1836)
- 12. September: William A. Palmer, US-amerikanischer Politiker († 1860)
- 27. September: Wilhelm I., württembergischer König († 1864)
- 30. September: Ludwig von Wirschinger, bayerischer Finanzminister († 1840)

### Viertes Quartal
- 05. Oktober: Bernard Bolzano, tschechischer Philosoph, Theologe und Mathematiker († 1848)
- 09. Oktober: José Dionisio de la Trinidad de Herrera y Díaz del Valle, Staatschef der Provinzen Honduras und Nicaragua innerhalb der Zentralamerikanischen Konföderation († 1850)
- 15. Oktober: Johan Cesar Godeffroy, deutscher Kaufmann († 1845)
- 22. Oktober: Franz Kuenlin, Schweizer Politiker und Autor († 1840)
- 31. Oktober: Georg Friedrich von Kall, preußischer Offizier († 1813)
- 01. November: Christian Wilhelm Schweitzer, deutscher Jurist, Staatsminister im Großherzogtum Sachsen-Weimar-Eisenach († 1856)
- 01. November: Joseph Karl Stieler, deutscher Maler († 1858)
- 08. November: Karl Godulla, deutscher Großindustrieller († 1848)
- 09. November: Karl Borromäus von Miltitz, deutscher Dichter und Komponist († 1845)
- 11. November: Caroline Bardua, deutsche Malerin und Salonnière († 1864)
- 11. November: Ludwig Gustav von Thile, preußischer General und Chef des Militärkabinetts († 1852)
- 20. November: Karl Friedrich Eichhorn, deutscher Jurist und Professor († 1854)
- 25. November: John Miller, US-amerikanischer Politiker († 1846)
- 30. November: William Butterworth Bayley, britischer interimistischer Generalgouverneur von Fort William in Britisch-Indien († 1860)
- 01. Dezember: Ferdinand Wedel-Jarlsberg, norwegischer Offizier († 1857)
- 11. Dezember: David Brewster, schottischer Physiker, Erfinder des Kaleidoskops († 1868)
- 19. Dezember: Rudolph Suhrlandt, deutscher Porträtmaler († 1862)
- 24. Dezember: Georg Jakob Strunz, deutscher Musiker und Komponist († 1852)
- 27. Dezember: Karl Funk, deutscher Pädagoge († 1857)
- 28. Dezember: Christian Peter Wilhelm Beuth, preußischer Wegbereiter der Industrialisierung in Preußen, Politiker († 1853)
- 28. Dezember: Heinrich Martius, deutscher Arzt, Naturwissenschaftler, Schriftsteller, Chronist († 1831)

### Genaues Geburtsdatum unbekannt
- Albert Androt, französischer Komponist († 1804)
- Nikitas Stamatelopoulos, griechischer Freiheitskämpfer († 1849)

## Gestorben

### Erstes Halbjahr
- 06. Januar: Johann Gottlob Werner, deutscher evangelischer Theologe (* 1719)
- 15. Januar: Tomás Katari, Führer eines antispanischen Aufstandes der indigenen Bevölkerung in Oberperu
- 15. Januar: Maria Anna Viktoria von Spanien, Prinzessin von Spanien und Königin von Portugal (* 1718)
- 04. Februar: Josef Mysliveček, tschechischer Komponist (* 1737)
- 15. Februar: Casimir Friedrich Boos von Waldeck und Montfort, Landkomtur und Rektor der Universität Trier (* 1724)

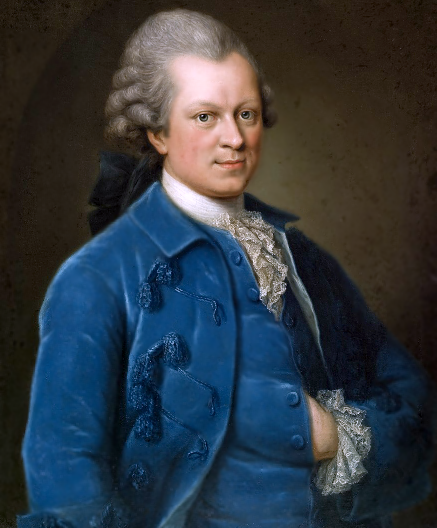
Gotthold Ephraim Lessing

- 15. Februar: Gotthold Ephraim Lessing, deutscher Dichter der Aufklärung (* 1729)
- 22. Februar: Giovanni Maria Morlaiter, italienischer Bildhauer (* 1700)
- 23. Februar: George Taylor, Unterzeichner der Unabhängigkeitserklärung der USA (* um 1716)
- 28. Februar: Richard Stockton, Delegierter für New Jersey im Kontinentalkongress (* 1730)
- 02. März: Michael Schüppach, Schweizer Chirurg, Mediziner, Apotheker und Kurarzt (* 1707)
- 03. März: Nicolas Dupont, lothringischer Orgelbauer (* 1714)
- 16. März: Jean Esprit Isnard, französischer Dominikaner und Orgelbauer (* 1707)
- 18. März: Anne Robert Jacques Turgot, französischer Staatsmann und Ökonom der Vorklassik (* 1727)
- 20. März: Vincent Rumpff, Hamburger Bürgermeister (* 1701)
- 27. März: Eberhard Heinrich Daniel Stosch, deutscher reformierter Theologe (* 1716)
- 11. April: Joseph Gregor Winck, deutscher Maler und Stuckateur (* 1710)
- 14. April: Reinhard Iselin, schweizerisch-dänischer Schiffseigner, Tuchhändler und Bankier (* 1715)
- 21. April: Alexei Nikititsch Wolkonski, russischer General (* 1720)
- 28. April: James Abercrombie, britischer General im Franzosen- und Indianerkrieg (* 1706)
- 13. Mai: William Phillips, US-amerikanischer Generalmajor der britischen Armee (* 1731)
- 16. Mai: Giacomo Puccini, italienischer Komponist und Organist, Ururgroßvater des gleichnamigen Komponisten (* 1712)
- 18. Mai: Micaela Bastidas, Ehefrau und Mitstreiterin von Túpac Amaru II. (* um 1744)
- 18. Mai: José Gabriel Condorcanqui (Túpac Amaru II.), peruanischer Cacique und Rebellenführer (* 1738)
- 18. Mai: Tomasa Tito Condemayta, führende Rebellin des Aufstands unter Túpac Amaru II. (* um 1750)
- 20. Mai: Christian Gottlob Frege, deutscher Bankier und Handelsherr (* 1715)
- 26. Mai: Andreas Weber, deutscher Philosoph und lutherischer Theologe (* 1718)
- 01. Juni: Eberhard Christian Bacmeister, preußischer Jurist und Beamter (* 1738)
- 05. Juni: Noël Hallé, französischer Maler und Schriftsteller (* 1711)
- 05. Juni: Giovanni Octavio Manciforti Sperelli, italienischer katholischer Kardinal (* 1730)

### Zweites Halbjahr
- 07. Juli: Johann Georg Beer, deutscher Architekt und Baumeister (* 1701)
- 11. Juli: Adolf Karl Kunzen, deutscher Komponist und Organist (* 1720)
- 25. Juli: Étienne Aubry, französischer Maler (* 1745)
- 28. Juli: Matthäus Claunigk, Orgelbauer in der Niederlausitz und Begründer des Sonnewalder Orgelbaus (* 1708)
- 30. Juli: Carl August von Veltheim, deutscher Generalleutnant und Generalinspekteur der hannoverschen Kavallerie (* 1718)
- 02. August: August Wilhelm, preußischer Infanteriegeneral der friderizianischen Epoche (* 1715)
- 08. August: Johann Peter Schwartz, deutscher evangelischer Theologe (* 1721)
- 16. August: Charles-François de Broglie, französischer Diplomat (* 1719)
- 21. August: Georg Ernst Hebenstreit, deutscher lutherischer Theologe (* 1739)
- 29. August: Dorothea Widmer, Schweizer Gattenmörderin (* 1758)
- 11. September: Johann August Ernesti, deutscher Theologe und Philologe (* 1707)
- 15. September: Heinrich Otto Duysing, deutscher evangelischer Theologe und Hochschullehrer (* 1719)
- 19. September: Tobias Furneaux, britischer Forschungsreisender (* 1735)
- 30. September: Jean Baptiste Leprince, französischer Maler (* 1734)
- 01. Oktober: Ferdinand Eugen von Franken-Siersdorf, deutscher Priester und Domherr in Köln (* 1714)
- 17. Oktober: Edward Hawke, 1. Baron Hawke, britischer Admiral und Politiker (* 1705)
- 22. Oktober: Johann August Nahl der Ältere, deutscher Bildhauer und Stuckateur (* 1710)
- 03. November: Jakob Emanuel Handmann, Schweizer Porträtmaler (* 1718)
- 04. November: Faustina Bordoni, italienische Sängerin (* 1697)
- 04. November: Johann Nikolaus Götz, deutscher Geistlicher, Schriftsteller und Übersetzer (* 1721)
- 13. November: Rochus Friedrich zu Lynar, deutscher Diplomat in dänischen Diensten (* 1708)
- 15. November: Julián Apaza, Führer eines antispanischen Aufstandes der indigenen Bevölkerung in Oberperu (* 1750)
- 21. November: Jean-Frédéric Phélypeaux, französischer Staatsmann (* 1701)
- 02. Dezember: Zenón de Somodevilla y Bengoechea, spanischer Staatsmann und Reformator (* 1702)
- 14. Dezember: Johann Friedrich Adolf von der Marwitz, preußischer General (* 1723)
- 21. Dezember: Johan Henrik Scheffel, schwedischer Porträt- und  Miniaturmaler (* 1690)
- 23. Dezember: Karl David Schuchardt, sächsischer evangelisch-lutherischer Theologe und Pastor, Magister (* 1717)
- 29. Dezember: Carl Ludwig von Ingersleben, preußischer Generalmajor (* 1709)
- 30. Dezember: John Turberville Needham, englischer Priester und Naturforscher (* 1713)

### Genaues Todesdatum unbekannt
- Ablay Abilmansur Khan, kasachischer Khan (* 1711)
- Johann Christian Wäser, deutscher Schauspieler und Theaterleiter (* 1743)